# Утес-М
Утес-М — корабельна турельно-баштова установка, озброєна двома кулеметами НСВ-12,7. Розроблена в СРСР.

## Історія
23 січня 1970 року заступником головнокомандувача ВМФ СРСР було затверджене тактико-технічне завдання на проектування корабельної установки «Утес-M», що мала б на озброєнні два 12,7-мм кулемети. На той час вже рік йшло проектування 12,7-мм армійського кулемету НСВ-12,7 «Утес».
В 1972 році була виготовлена дослідна установка «Утес-M», заводський індекс ТКБ-095. На той час вже було налагоджене серійне виробництво кулеметів НСВ-12,7 «Утес». Установка була обладнана двома серійними кулеметами НСВ-12,7 (6П11). Вони були розташовані горизонтально на спільній рухомій основі. Наведення ручне. Установка мала прицільний візирний прилад ПЗУ-6, що призначений вести вогонь по повітряним цілям, які рухаються зі швидкостями до 300 м/с.

## Тактико-технічні характеристики
Характеристики «Утьос-M»:
| Характеристика                                               | Значення      |
| ------------------------------------------------------------ | ------------- |
| Калібр, мм                                                   | 12,7          |
| Кількість стволів                                            | 2             |
| Довжина ствола кулемета, мм                                  | 1000          |
| Довжина кулемета, мм                                         | 1520          |
| Кут ВН, градус                                               |               |
| Кут ГН, градус                                               | 360           |
| Швидкість ВН, град/с                                         | 16 (фактично) |
| Швидкість ГН, град/с                                         | 25 (фактично) |
| Радіус обстрілу по полум'єгасниках, мм                       | 1410          |
| Висота лінії вогню, мм                                       | 406           |
| Висота установки (повна), мм                                 | 1990          |
| Висота підбашневого відділення до урівнювального кільця, мм  | 1014          |
| Висота башти от урівнювального кільця до ковпака прицілу, мм | 976           |
| Зовнішній діаметр башти, мм                                  | 1380          |
| Діаметр підбашневого приміщення, мм                          | 1460          |
| Вага одного кулемета, кг                                     | 25            |
| Вага установки без боєприпасів і ЗЧ, кг                      | 630           |
| Темп стрільби одного ствола, постр./хв.                      | 700–800       |
| Розрахунок, чол.                                             | 1             |
| Прицільная дальність стрельби по повітряним цілям, м         | 1500          |
| Прицільна дальність стрільби по наземним цілям, м            | 2000          |